# Giuseppe Ambrosoli
Giuseppe Ambrosoli, MCCI (25. července 1923, Ronago – 27. března 1987, Lira) byl italský římskokatolický kněz, řeholník kongregace Misionářů komboniánů Srdce Ježíšova, jež působil jako misionář, lékař, filantrop a pedagog v Ugandě. Katolická církev jej uctívá jako blahoslaveného.

## Život
Narodil se dne 25. července 1923 v italské obce Ronago jako sedmé dítě rodičů Giovanniho Battisty Ambrosoliho a Palmiry Valli.
Nejprve studoval v Comu, později na piaristické škole v Janově. Středoškolská studia absolvoval opět v Comu a roku 1942 je dokončil. V té době byl také členem laického sdružení Azione Cattolica.
Započal studium medicíny na milánské univerzitě, avšak již v září roku 1943 musel kvůli druhé světové válce studium přerušit. Poté se věnoval záchraně Židů, kdy jim zajišťoval bezpečný přechod přes hranice do Švýcarska, aby se nedostali do koncentračních táborů. Poté se o ně staral a na nějaký čas se k nim do Švýcarska i uchýlil, neboť měl obavy, že by mohl být při návratu domů zajat. Nakonec se však domů vrátil a dne 27. března 1944 nastoupil na svou vojenskou službu, kterou započal výcvikem v táboře Heuberg-Stetten poblíž Stuttgartu v dnešním Německu. V prosinci 1944 se vrátil do Itálie na doplňkovou službu. Tu sloužil nejprve v Collecchiu poblíž Parmy a později v Bercetu , kde se stal známým pro svou blízkost k chudým.
Po skončení války pokračoval od listopadu roku 1946 ve studiu a dne 28. července 1949 promoval a získal doktorát z medicíny. Poté získal diplom z tropické medicíny na škole hygieny a tropické medicíny v Londýně. Po návratu z Londýna zahájil svou formaci a studium teologie na kněžském semináři v italském Venegonu.
Dne 18. října 1951 zahájil ve městě Gozzano v řeholní kongregaci Misionářů komboniánů Srdce Ježíšova svůj noviciát a roku 1953 složil své první řeholní sliby. Kněžské svěcení přijal v katedrále Narození Panny Marie v Miláně z rukou milánského arcibiskupa Giovanniho Battisty Montiniho (pozdějšího papeže sv. Pavla VI.) dne 17. prosince 1955.
Dne 1. února 1956 byl vyslán jako misionář do Kalonga v Ugandě, aby zde sloužil jako farář a vedoucí místní lékařské kliniky, která tou dobou měla mnoho pacientů s leprou. Pro lepší komunikaci s místními se naučil tamější jazyk Acholi.
Roku 1957 zahájil přeměnu kliniky na nemocnici Kalongo, jež byla oproti původní klinice rozšířena o 345 lůžek. Odmítal posílat pacienty s leprou do tzv. leprosárií, kde docházelo k jejich zanedbávání. Roku 1959 založil ošetřovatelskou školu, jež měla za cíl vyškolit místní obyvatele ve zdravotnické péči.
Rád četl spisy sv. Charlese de Foucauld a často říkával „Jsem Ježíšův služebník pro trpící“, nebo že „Bůh je láska“. Darovával také krev pro krevní transfúze.
V únoru roku 1987, když v sousedních oblastech propuklo povstání LRA, ugandské lidové obranné síly násilím evakuovaly personál a pacienty nemocnice Kalongo. Následně zapálily zásoby léků a nemocničních potřeb, aby se nedostaly do rukou LRA. Ošetřovatelská škola, kterou založil byla dočasně přesunuta do nemocnice Angal ve stejnojmenné vesnici. Nemocnice Kalongo začala znovu fungovat roku 1989 a ošetřovatelská škola byla zpět do Kalonga přesunuta roku 1990.
Svoji poslední mši svatou sloužil 22. března 1987 v kapli v Liře, kde dočasně pobýval. Téhož dne odpoledne pociťoval horečku, načež si šel lehnout v domnění, že se nakazil malárií. Bylo mu zjištěno onemocnění ledvin a další den začala jeho léčba, o kterou se staraly řeholní sestry, které s ním byly na misii. Jeho stav se však nadále zhoršoval a později také zvracel.
Dne 27. března 1987 ráno přijal od jiného kněze svátost smíření a téhož dne ve 13:50 zemřel. Jako příčina úmrtí je pak uváděno selhání ledvin.

## Úcta
Jeho beatifikační proces započal dne 17. července 1999, čímž obdržel titul služebník Boží. Dne 17. prosince 2015 jej papež František podepsáním dekretu o jeho hrdinských ctnostech prohlásil za ctihodného. Dne 28. listopadu 2019 byl uznán zázrak na jeho přímluvu, potřebný pro jeho blahořečení.
Blahořečen pak byl dne 20. listopadu 2022 v Kalongu. Obřadu předsedal jménem papeže Františka arcibiskup a apoštolský nuncius v Ugandě Luigi Bianco.
Jeho památka je připomínána 27. března. Bývá zobrazován v kněžském oděvu.